# Dopo l'amore
Dopo l'amore (L'Économie du couple) è un film del 2016 diretto da Joachim Lafosse. È stato presentato in anteprima al Festival di Cannes 2016 nella Quinzaine des Réalisateurs. In Italia è stato presentato in anteprima nella sezione Festa Mobile del 34° Torino Film Festival.

## Trama
Marie proviene da una famiglia benestante, ha un lavoro fisso ed è proprietaria della casa in cui vive. Boris è un architetto fallito, trova soltanto lavori saltuari e il suo lavoro più importante è stato la ristrutturazione della casa di Marie. Sposati da quindici anni, i due non si sopportano più ma sono costretti a continuare a vivere insieme perché Boris non ha la possibilità economica di trovare un altro alloggio.
Il conflitto fra Marie e Boris è palpabile fin dalla prima scena e ai continui litigi assistono le due figlie gemelle, Jade e Margaux. Marie detta le regole della coabitazione ma Boris le trasgredisce regolarmente e sfida la moglie contendendole l'affetto delle due bambine. Uno dei motivi del loro disaccordo è la vendita della casa: Boris rivendica la metà della cifra sostenendo che, grazie ai suoi lavori, l'immobile è raddoppiato di valore. L'ennesimo litigio si verifica proprio quando, a insaputa di Marie, Boris richiede una valutazione all'incaricata di un'agenzia immobiliare, ma la situazione diventa davvero insostenibile nel corso di una cena che lei organizza con due coppie di amici, quando Boris piomba a casa e, seppur invitato da un ospite, si siede a tavola cercando di attirare l'attenzione su di sé tra l'imbarazzo degli altri invitati. La convivenza va avanti tra dispetti, rancori, incomprensioni ma anche improvvisi slanci di tenerezza con la complicità delle figlie che improvvisano un ballo coinvolgendo anche i due genitori.
La vicenda giunge ad un epilogo quando una delle due bambine viene ricoverata in ospedale: i due decidono finalmente di mettersi d'accordo e di comparire davanti al giudice per definire i termini della separazione.

## Riconoscimenti
- 2016 - Sindacato belga della critica cinematografica
  - Miglior film